# بوريس أرافينا
بوريس أرافينا (بالإسبانية: Boris Aravena)‏ هو مدرب كرة قدم ولاعب كرة قدم تشيلي في مركز الدفاع، ولد في 31 يوليو 1982 في تالكا في تشيلي. لعب مع كوريكو يونيدو ونادي كوكيمبو أونيدو.

## وصلات خارجية
- بوريس أرافينا على موقع قاعدة بيانات كرة القدم.إي يو (الإنجليزية)
- بوريس أرافينا على موقع Soccerway.com (الإنجليزية)
- بوريس أرافينا على موقع AS.com (الإسبانية)